# Pani puri

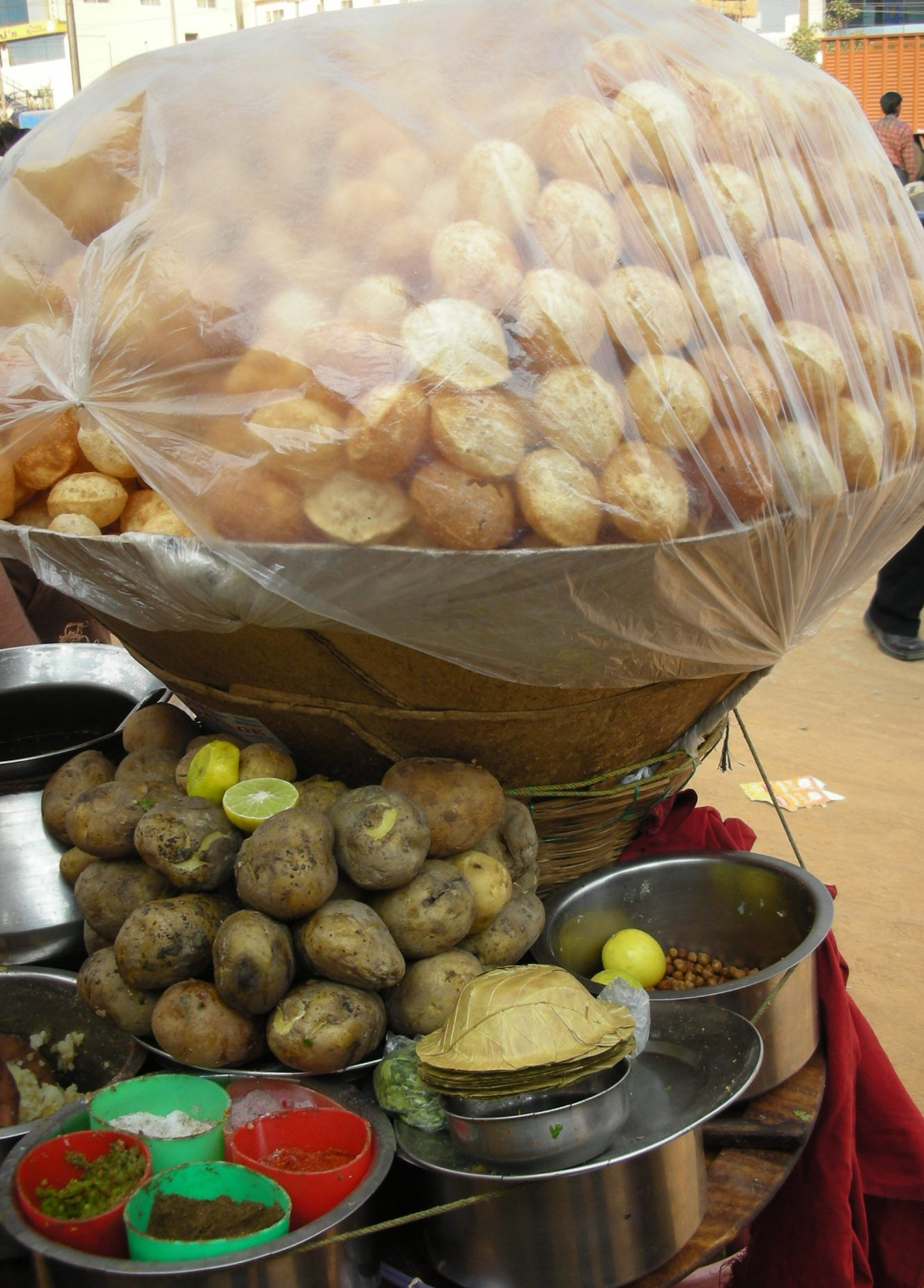
Panipuri

Panipuri (hindi पानीपूरी, znane również pod nazwą golgappa) – indyjskie danie, popularne jako tanie, „szybkie” jedzenie, sprzedawane zazwyczaj na ulicy. Przez niektórych zaliczane jest do miejscowych fast foodów. 
Są to małe, mączne placki polane sosem tamaryndowym, faszerowane pomidorami, ciecierzycą oraz pokrojonymi w kostkę ziemniakami, podawane zwykle na gorąco. 